# 聖学院大学
聖学院大学（せいがくいんだいがく、英語: Seigakuin University）は、埼玉県上尾市戸崎1-1に本部を置く日本の私立大学。1903年創立、1988年大学設置。大学の略称は聖大、Seig。

## 概要

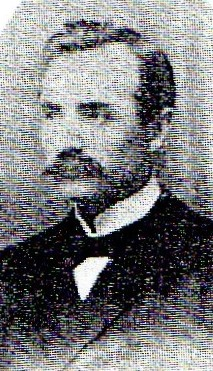
創設者の1人H・H・ガイ宣教師

アメリカのプロテスタントキリスト教ディサイプルス派の流れをくむミッションスクール。1898年にアメリカからハーヴェイ・H・ガイ（Harvey H. Guy）が来日し、石川角次郎、宮崎八百吉らの協力を得て東京・本郷に聖学院の前身である聖学院神学校を設立。当初は神学教育、伝道師養成のための学校であった。現在は幼稚園から大学院までの一貫教育体制を完成。3学部5学科3大学院研究科を擁し、総合研究所、出版会などが付置され、構内には基督教会系の「聖学院教会」がある。
アメリカ、韓国、イギリス、オーストラリアなどの5つの大学と姉妹校提携を結んでいる。その他にも単位認定制度のある大学、研究機関が海外にあり、学生の交換留学や短期海外研修などを実施している。放送大学学園と単位互換協定を結んでおり、放送大学で取得した単位を卒業に要する単位として認定することができる。地域への協力も活発に行っており、前身の短大時代から継続されている公開講座や、大学関係のNPOによる地域ボランティア活動もある。情報公開や環境保護についての自治体行政への協力として、教職員を各施設に派遣している。
学部に関係なく横断的な講座を持つことができる、ハーバード大学にならった「全学教授」という地位がある。

### 学院標語
- Love God and Serve His People（神を仰ぎ 人に仕う）

### 大学標語
- Pietas et Scientia（ピエタス エト スキエンティア、敬虔と学問）
- η αληθεια ελευθερωσει υμασ （ヘー アレーセイア エレウセローサイ ユマース、真理はあなた方を自由にする。ヨハネによる福音書第8章第17節より）

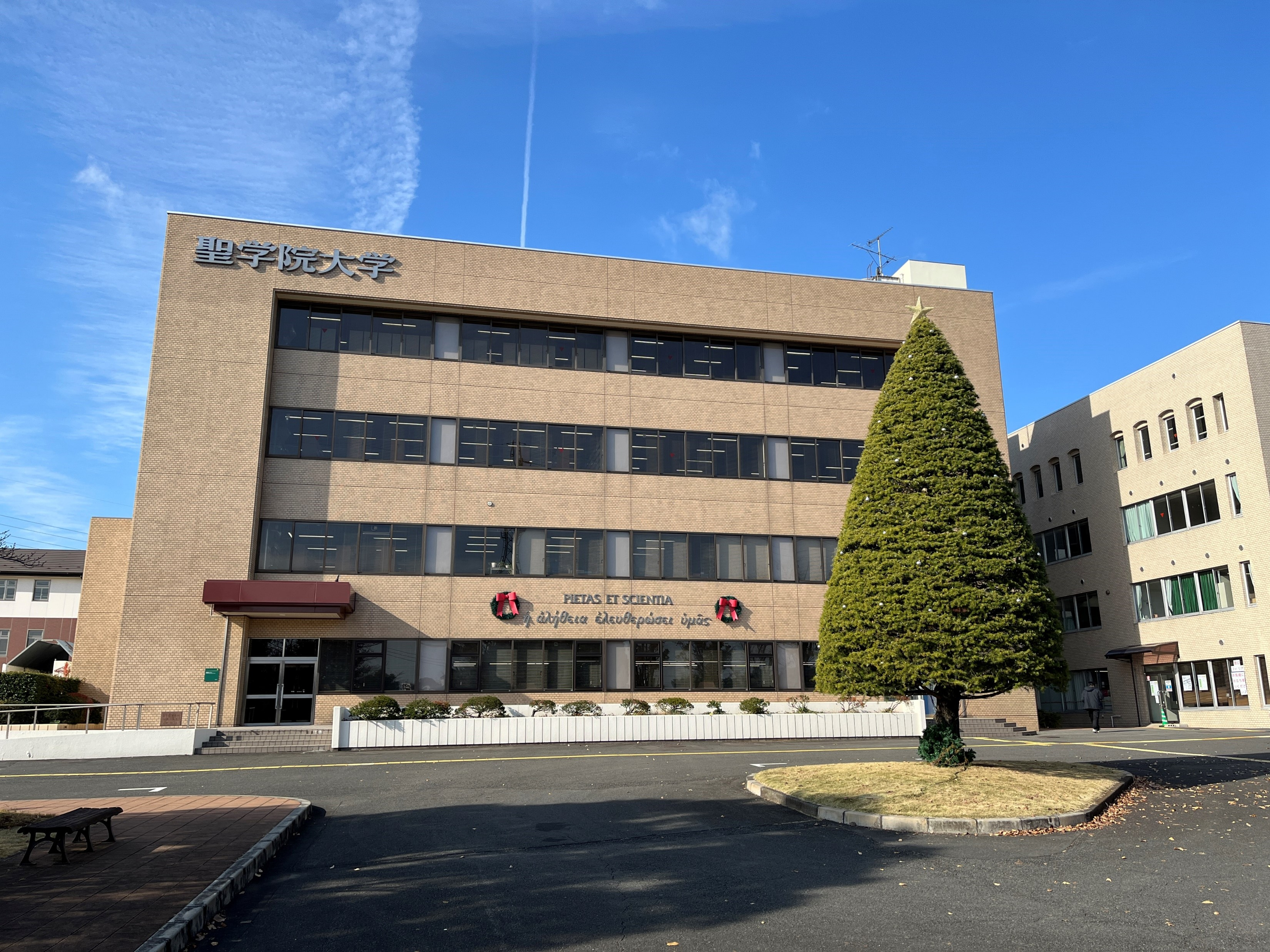
大学標語が記された聖学院大学の図書館

### 理念
- 「大学の理念十ヶ条」を設定。

## 沿革
- 1903年 聖学院神学校を設立
- 1904年 北豊島郡滝野川村に校舎と寄宿舎を新築
- 1905年 女子聖学院神学部を設立
- 1906年 聖学院中学校を設立
- 1908年 女子聖学院普通部を設立
- 1912年 中里幼稚園（現：聖学院幼稚園）を設立
- 1913年 女子聖学院家政学部を設立
- 1920年 財団法人聖学院を組織
- 1923年 聖学院神学校が青山学院神学部と合同
- 1926年 女子聖学院普通部を本科、神学部を神学科、家政学部を高等家政科と改称
- 1936年 女子聖学院、財団法人女子聖学院を組織
- 1938年 女子聖学院本科を高等女学科に改称
- 1951年 2つの財団法人を統合、学校法人聖学院に改組
- 1967年 女子聖学院短期大学を設立
- 1988年 聖学院大学を設立（政治経済学部政治経済学科）。聖学院大学総合研究所を設立
- 1990年 聖学院アトランタ国際学校（幼稚部・小学部）を設立
- 1992年 人文学部（欧米文化学科、児童学科）を設置（これに伴い短大児童教育学科を廃止）
- 1995年 聖学院国際センターを設立
- 1996年 大学院を設立（政治政策学研究科、修士課程）
- 1998年 人文学部に日本文化学科、人間福祉学科を設置（これに伴い短大国文科、英文科を廃止）
- 1999年 大学院にアメリカ・ヨーロッパ文化学研究科（博士前期課程）を設置
- 2000年 政治経済学部にコミュニティ政策学科を設置
- 2001年 大学院アメリカ・ヨーロッパ文化学研究科に博士後期課程を設置。女子聖学院短期大学を廃止
- 2004年 人間福祉学部を設置。児童学科、人間福祉学科を人文学部より移設
- 2006年 大学院に人間福祉学研究科、修士課程を設置
- 2008年 聖学院大学20周年
- 2012年 人間福祉学部にこども心理学科を増設
- 2014年 コミュニティ政策学科を政治経済学科と一体化して再編
- 2018年 聖学院大学30周年。人文学部に児童学科を増設。人間福祉学部こども心理学科、人間福祉学科を統合し、心理福祉学部心理福祉学科を設置
- 2019年 大学院人間福祉学研究科から心理福祉学研究科に改称する
- 2020年 大学院アメリカ・ヨーロッパ文化学研究科から文化総合学研究科に改称する
- 2023年 人文学部児童学科が人文学部子ども教育学科へと名称変更
- 2026年 人文学部欧米文化学科が人文学部国際文化学科へと名称変更予定

## 学部
- 政治経済学部
  - 政治経済学科
- 人文学部
  - 日本文化学科
  - 欧米文化学科
  - 子ども教育学科
- 心理福祉学部
  - 心理福祉学科

## 過去にあった学部・学科
- 人文学部
  - 人間福祉学科
- 政治経済学部
  - コミュニティ政策学科
- 人間福祉学部
  - 児童学科
  - こども心理学科
  - 人間福祉学科

## 大学院
- 政治政策学研究科
  - 政治政策学専攻（修士課程）
    - 政治・政策分野
    - 経済・経営分野
    - 税法分野
    - 地域共生分野

※税法科目群では、税理士試験税法科目が免除される科目を開講。
※教職資格は高等学校専修免許状（公民科）を取得することができる。
※働きながら学べる昼夜開講制とセメスター制を実施。
- 文化総合学研究科
  - 文化総合学専攻（博士前期課程・博士後期課程）
    - アメリカ・ヨーロッパ文化学コース
    - 日本文化学コース
    - キリスト教文化学コース
    - 文化基礎・人間学コース

※「博士前期課程」「博士後期課程」を設置。
※働きながら学べる昼夜開講制とセメスター制を実施。
- 心理福祉学研究科
  - 心理福祉学専攻（修士課程）
    - 公認心理師コース（従前のカリキュラムとは別に、2020年度より公認心理師受験に対応したカリキュラムのコースとして開設）
- 講義科目
共通基礎科目、共生社会特論、心理学特論、対人援助特論、児童学特論に分かれて、必修の「研究法入門」以外はすべて選択科目である。それぞれの講義で取り上げる内容は副題として掲げており、各自の関心にしたがって履修する科目を選択する。
- 演習科目
演習科目は個々の学生に対する研究指導と論文作成指導を内容とし、同一教員が担当する研究演習Iと研究演習IIを履修しなければならない。
2020年度から公認心理師受験に対応したカリキュラムがスタートしている。
※働きながら学べる昼夜開講制とセメスター制を実施。

## 大学の特色
- ヴェリタス祭
  - 毎年行われている学園祭の名称。ヴェリタス祭のヴェリタスはラテン語で真理を表し、著名人のライブ活動の他、学生による催し物などがある。

## クラブ・サークル
- 委員会・連合
  - 学友会総務委員会
  - 学友会文化会連合
  - 学友会体育会連合
  - 学友会特別委員会連合
  - ヴェリタス祭実行委員会
  - 卒業関連事業準備委員会
  - 学友会 冬のリトリート実行委員会

- 文化会
  - 演劇部
  - 軽音楽部 サウンドスクエア
  - 茶道部 表千家
  - 写真部
  - 放送部
  - イラスト文芸部
  - アカペラ部 てくてく
  - 教職クラブ Assist’

- 文化会同好会
  - 児童文化研究同好会 てふてふ
  - 国際交流同好会 まのと
  - 華道同好会
  - ゲーム研究同好会 カナン
  - ほたるクラブ同好会
  - 大道芸サークル PCEN
  - 映画・アニメ同好会
  - 旅行同好会 アステラ
  - 手話団体 しゅわっち
  - 将棋同好会 王座の王将
  - 哲学同好会 そくらてす

- 体育会
  - 剣道部
  - 硬式庭球部 STC
  - サッカー部
  - 陸上競技部
  - バスケットボール部
  - 軟式野球部
  - バドミントン部
  - バレーボール部

- 体育会同好会
  - フットサル同好会FC venceremos
  - 卓球同好会
  - バレーボール同好会
  - ダンス同好会 CRUSH

- 特別委員会
  - 聖学院大学クリスチャンフェローシップ SCF
  - 聖学院大学聖歌隊 SGC
  - 聖学院大学ハンドベル・クワイア
  - 聖学院大学フィルハーモニー管弦楽団 SPO
  - 聖学院大学ボランティア・アソシエーション GRACE
  - 聖学院大学復興支援ボランティアチーム SAVE

## 関連機関

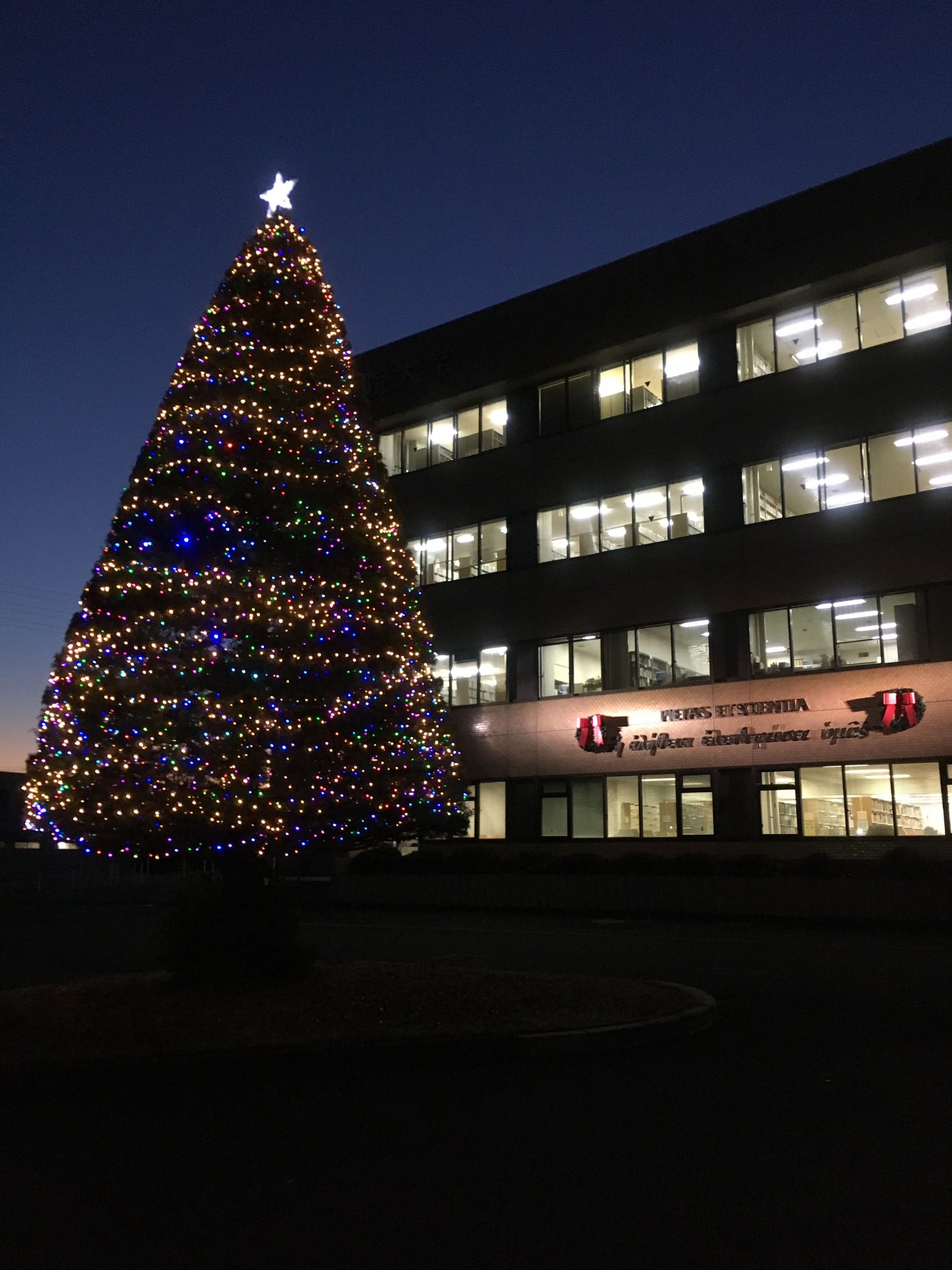
聖学院大学の図書館。12月中旬からクリスマス仕様になる

- キリスト教センター
- 総合図書館
- キャリアサポートセンター
- 聖学院大学総合研究所
- ボランティア活動支援センター
- 聖学院大学出版会
- NPOコミュニティ活動支援センター

## 課程
- 図書館情報学課程
  - 図書館司書
- 教職課程
  - 子ども教育学科
  - 小学校教諭一種免許状
  - 特別支援学校教諭一種免許状
  - 学校図書館司書教諭資格
- 中学校･高等学校教諭教職課程
  - 欧米文化学科
  - 中学校一種免許状（英語）
  - 高等学校一種免許状（英語）
  - 学校図書館司書教諭資格
  - 日本文化学科
  - 中学校一種免許状（国語）
  - 高等学校一種免許状（国語）
  - 学校図書館司書教諭資格
- 保育士資格課程
  - 児童学科
  - 幼稚園教諭一種免許状
  - 保育士
- 日本語教員養成課程
- 社会教育主事課程

## 取得できる資格
- 社会調査士
- 社会福祉士
- 精神保健福祉士
- 公認心理師
- 認定心理士
- 社会福祉主事
- 児童指導員
- 小学校英語指導者

## 大学関係者

### 教職員
- 清水正之 - 倫理学者。理事長兼学長。
- 河島茂生 - 情報学者。政治経済学部准教授、明治大学情報コミュニケーション学部兼任講師。情報学ゼミ担当講師。
- 小林良彰 - 政治学者。総合研究所客員教授。
- 佐々木信夫 - 法学者。総合研究所客員教授。
- 松原望 - 統計学者。大学院政治政策学研究科教授。
- 松本祐子 - 児童文学者。小説家。基礎総合教育部長。児童学科教授。
- 大山礼子 - 政治学者。元政治経済学科教授。政治制度論。
- 宮本悟 - 政治学者。政治経済学科教授。北朝鮮研究。
- 村上公久 - 林学者。政治経済学科教授。

### 元教職員
- 阿久戸光晴 - 神学者・名誉院長、元理事長兼院長、元学長。
- 枝野幸男 − 政治家。元総合研究所客員教授
- 加藤紘一 − 政治家。元総合研究所客員教授
- 速水優 - 元日本銀行総裁。学校法人聖学院名誉理事長。元全学教授。キリスト教功労者。
- 大木雅夫 - 法学者。元大学院政治政策学研究科教授
- 有賀貞 - 国際政治学者。大学院アメリカ・ヨーロッパ文化学研究科教授。
- 山形和美 - 英文学者。筑波大学名誉教授。元大学院アメリカ・ヨーロッパ文化学研究科教授。
- 作田明 - 心理学者。元人間福祉学部人間福祉学科客員講師。
- 富沢賢治 - 経済学者。元政治経済学部コミュニティ政策学科長。聖学院高校出身。
- 石部公男 - 経済学。元政治経済学部コミュニティ政策学科教授。
- 姜尚中 - 政治学。東京大学名誉教授。全学教授[3]。2014年4月より2015年3月まで学長[4][5][6]

## 主な出身者

### 芸能
- 原田龍二 - 俳優 ※中退
- スネオヘアー - ミュージシャン
- HEY!たくちゃん - ものまねタレント
- 林りんこ - 女優、声優
- 稲村透 - ナレーター、声優

### 文化
- 相沢沙呼 - 小説家 ※中退
- 丸山タケシ - コラムニスト

### スポーツ
- 澤宗紀 - プロレスラー
- 今野美穂 - 棒高跳び選手

### 研究者・学者
- 佐藤貴史 - 宗教学者。北海学園大学教授 ※大学院のみ
- 佐藤真千子 - 政治学者。静岡県立大学准教授 ※大学院のみ

### 政界
- 西川太一郎 - 政治家。元経済産業副大臣、東京都荒川区長 ※大学院のみ
- 坂村哲也 - 政治家。栃木県下野市長

## 系列校
学校法人聖学院では設置している教育機関を全て同格に扱っており、大学を頂点とする附属校としていない。
- 聖学院中学校・高等学校
- 女子聖学院中学校・高等学校
- 聖学院小学校
- 聖学院幼稚園
- 聖学院みどり幼稚園